# Reimlingen
Reimlingen település Németországban, azon belül Bajorországban. Lakosainak száma 1366 fő (2023. december 31.).

## Népesség
A település népessége az elmúlt években az alábbi módon változott:
| Lakosok száma | 585  | 1026 | 1100 | 1328 | 1335 | 1328 | 1323 | 1306 | 1335 | 1366 |
|               | 1875 | 1950 | 1970 | 2011 | 2013 | 2014 | 2016 | 2019 | 2021 | 2023 |